# Çerkezköy

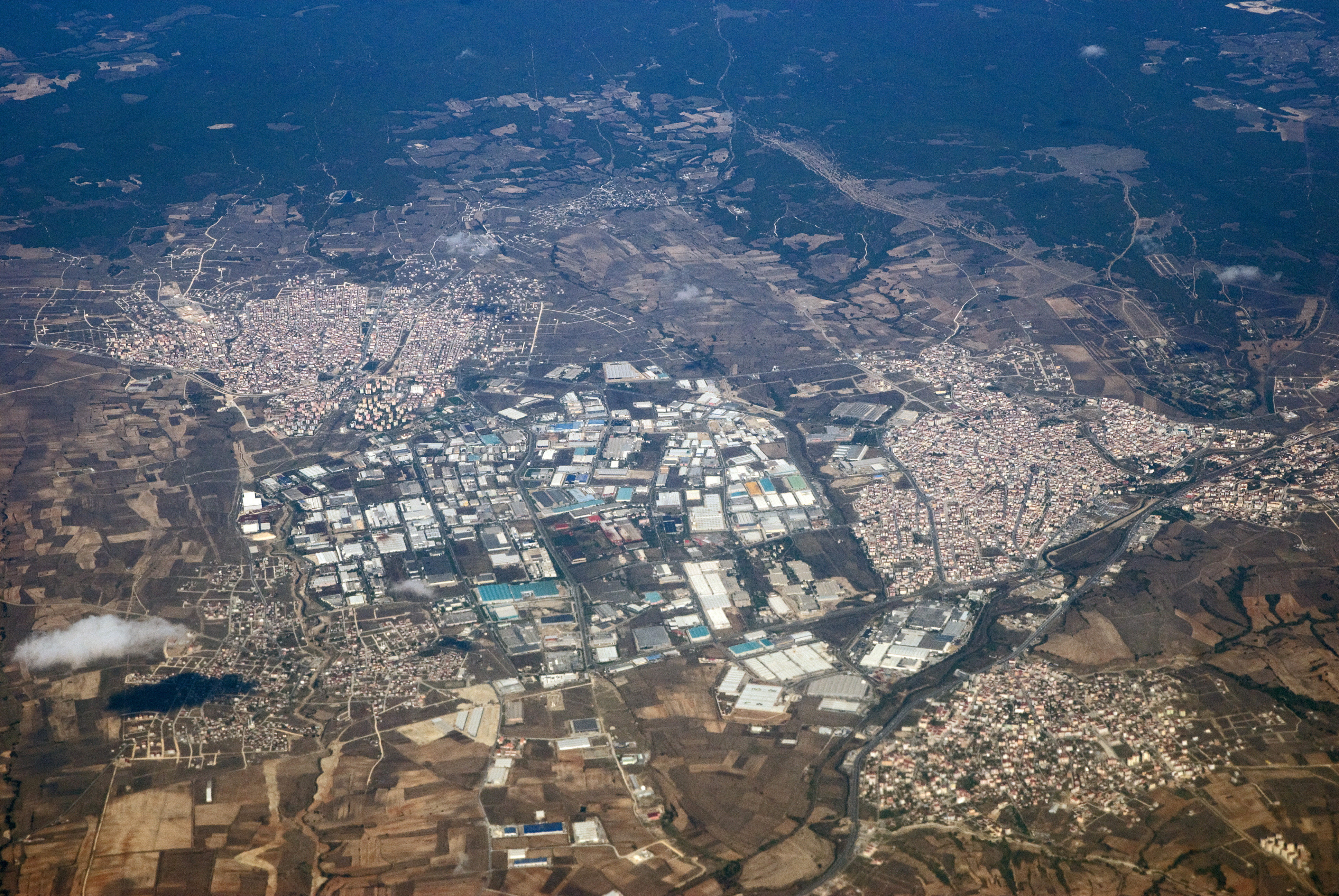
Vue aérienne de Çerkezköy

Çerkezköy est une ville et un district de la province de Tekirdağ dans la région de Marmara en Turquie.

## Géographie
Çerkezköy est une zone industrielle. La ville se trouve à 56 km de Tekirdağ et à 110 km d'Istanbul, mais à bien des égards, il a des liens plus étroits avec cette dernière. Le district couvre une superficie de 326 km2. En 2016, la population totale est de 146 319 personnes. Le maire est Vahap Akay.

## Histoire
Jusqu'aux années 1800, ce lieu, alors un village, portait le nom de «Türbedere». 'Türbe' est le mot turc pour 'tombe' et le village tire son nom de la tombe du fils aîné du sultan Bayezid Ier, Süleyman Çelebi (Suleyman Bey), qui fut assassiné en 1410 alors qu'il fuyait ses frères pendant l'interrègne ottoman. Le tombeau a été détruit par les troupes bulgares lors de l'occupation de la région durant la Première Guerre balkanique en 1912.
Çerkezköy a été fondé en tant qu'établissement pour les réfugiés du Caucase à la suite de la guerre russo-turque de 1877-1878 («Çerkez» étant la prononciation turque de « Tcherkesse »). Peu de temps après, à la suite de l'indépendance de la Bulgarie vis-à-vis de l'Empire ottoman, d'autres vagues de réfugiés turcs et pomaks venus de Bulgarie sont venus remplacer ces Caucasiens.
Durant l'hiver 1929, l'Orient-Express se retrouva bloqué par la neige pendant cinq jours près de Tcherkesskeuy (la graphie française de l'époque). La température dans les wagons atteignit les −10 °C, poussant un Maharaja à acheter à prix d'or les manteaux des autres voyageurs pour couvrir ses sept femmes. Affamés, certains passagers s'aventurèrent dehors pour échanger des œufs contre leurs bijoux au village le plus proche et finirent par chasser le loup. Cette aventure inspira à Agatha Christie la toile de fond de son roman Le Crime de l'Orient-Express,,.